# Zgnilizna wewnętrzna
Zgnilizna wewnętrzna – zgnilizna występującą w przyrdzeniowej części pnia, lub drewna okrągłego. Barwa porażonego drewna gatunków iglastych jest ciemna, a liściastych zazwyczaj jaśniejsza od barwy drewna normalnego. W dalszym stadium rozwoju zgnilizna wewnętrzna przybiera postać zgnilizny miękkiej, w przypadkach krańcowych – zwłaszcza w odziomkowej części pnia – przechodzi w dziuplę.
Zgniliznę wewnętrzną w drzewach iglastych wywołuje najczęściej wrośniak korzeniowy (Heterobasidion annosum) oraz wrośniak sosnowy (Porodaedalea pini). Są to grzyby pasożytnicze rozwijające się w drewnie drzew żywych; zgniliznę miękką, wywołaną ich rozkładową działalnością w drewnie sosnowym, określa się mianem huby. W ściętym lub obrobionym drewnie iglastym, zwłaszcza sosnowym, zgniliznę wewnętrzną wywołuje często grzyb twardziak łuskowaty. Spotyka się go często na sosnowych podkładach kolejowych, w których powoduje rozkład nieprzesyconej impregnatami twardzieli; stąd w nadano mu nazwę „grzyb podkładowy".
W drewnie liściastym zgnilizna wewnętrzna powstaje tylko pod wpływem grzybów pasożytniczych, rozwijających się w drewnie żywych drzew; wywołują ją głównie: huba ogniowa i skórnik popękany.
Zgnilizna wewnętrzna ogranicza możliwość wykorzystania drewna. W drewnie tartacznym powoduje zmniejszenie wydajności i obniżenie jakości tarcicy. W drewnie sklejkowym zgnilizna wewnętrzna jest mniej szkodliwa niż w drewnie tartacznym, gdyż w toku obróbki i tak pozostaje niewykorzystany przez skrawanie obwodowe wałek połuszczarski.
Wymiary zgnilizny wewnętrznej w drewnie okrągłym wyraża stosunek średnicy części dotkniętej zgnilizną do średnicy kłody. W tarcicy podaje się szerokość części uszkodzonej w stosunku do szerokości sztuki. W drewnie sklejkowym podaje się największą średnicę części objętej zgnilizną lub najmniejszą grubość ścianki użytecznej (zewnętrzna, zdrowa strefa nadająca się do obwodowego skrawania forniru).